# Гришко Григорій
Григо́рій Гришко́ (нар. 5 грудня 1893, смт. Кам'яний Брід — пом. після 1937) — український військовий і громадський діяч, інженер, педагог та перекладач, голова Одеської військової ради, командир Окремої легкої батареї Запорозької дивізії, командир 3-ї батареї 1-ї Запорозької гарматної бригади; хорунжий 4-го Запорозького полку ім. Богдана Хмельницького, підполковник Армії УНР.

## Життєпис
Григорій Гришко народився 5 грудня 1893 року в смт. Кам'яний Брід, за иншими даними у с. Топорище.
Закінчив однокласну школу (1904), двокласну школу (1907) і 5-й клас Житомирської чоловічої гімназії (1911).
З 1913 служив у 51-му Литовському полку, з яким і вирушив на фронт. Після поранення (1915) лікувався в Сімферополі, звідки переведений до артилерії 3-го запасного козачого дивізіону в Донській області. Закінчив Одеську військову школу (1917).
«Після революції вступив открито з москалями в боротьбу за українські справи. Працював у юнацькому українському гуртку при школі». Брав участь в українізації 49-го полку в Одесі, з якого сформований 2-й Гайдамацький козацький полк. За наказом голови військової ради доктора Івана Луценка взявся до українізації 5-го мортирного артилерійського дивізіону. У листопаді 1917 обраний головою Одеської військової ради «як вищої влади в м. Одесі. Головою ради пробув до 18 січня 1918 року, доки большевики не зайняли Одеси і не розбили наших частин. Прийшлося тікати з більшовицького полону з яхти „Алмаз“ до Київа». Оскільки Київ був уже зайнятий більшовиками, знайшов Запорозький кіш під Бердичевом, де «під час бою вступив до кінно-горної батареї козаком». Разом із частиною наступав на Київ, тоді на Полтавщину та Крим, де був призначений на посаду молодшого старшини батареї. Отримавши наказ від Запорозької дивізії сформувати Окрему легку батарею (листопад 1918), призначений її командиром. Батарею очолював до переходу Запорозького корпусу через Румунію (1919). Захворівши після здобуття Проскурова, передав козаків до 2-ї батареї Дніпровської бригади.
| “По видужанні вступив до своєї старої частини — кінно-горного дивізіону — молодшим старшиною 1 батареї. В тому ж році вирушив командиром кулеметної ватаги дивізіону на партизанщину “Зимовий похід”, за це нагороджений Залізним хрестом ч. 894. В 1920 році по повороті із “Зимового походу” був призначений командиром Запорозької артбригади, з котрою і був інтернований поляками у листопаді 1920 року”. |
У таборі заснував школу грамоти для козаків, де і вчителював до липня 1921 року. Відтоді завідував старшинськими курсами артилерійської бригади та читав лекції з теорії артилерії. Переклав з російської, польської і французької мов на українську підручники з артилерії, які передав інспекторові артилерії Армії УНР.
15 липня 1922 отримав від Запорозької дивізії дозвіл на безтермінову відпустку для продовження освіти та виїхав до Чехо-Словаччини (28 грудня 1922). Дійсний слухач економічного відділу економічно-кооперативного факультету Української Господарської академії в Подєбрадах (1922-1926). Захистивши «з успіхом дуже добрим» дипломну роботу «Гроші та грошеві матеріали на Україні від стародавніх часів аж до наших днів», здобув фах інженера-економіста (квітень 1927).
З листопада 1931 до 1937 працював договірним учителем та шкільними інспектором у Карпатській Україні
Написав цікаві спогади про український військовий рух під назвою «1917 рік в Одесі (Спомини з часів визвольних змагань)». Опублікував їх у 1930 в кількох числах ж. «Розбудова нації».